# Удештедт
Удештедт (нім. Udestedt) — громада в Німеччині, розташована в землі Тюрингія. Входить до складу району Земмерда. Складова частина об'єднання громад Грамме-Ауе.
Площа — 16,30 км2. Населення становить 763 ос. (станом на 31 грудня 2021).